# Denman (Australia)
Denman – miasto w Australii, w stanie Nowa Południowa Walia, w regionie Hunter.